# Ilyushin Il-38
L'Ilyushin Il-38 (in caratteri cirillici Ильюшин Ил-38, nome in codice NATO May) è un quadrimotore turboelica da pattugliamento marittimo e per la lotta antisommergibile progettato dall'OKB 39 diretto da Sergej Vladimirovič Il'jušin e sviluppato in Unione Sovietica nella seconda parte degli anni sessanta.
Basato sull'aereo da trasporto passeggeri Il-18, venne impiegato operativamente dalla Aviacija Voenno-Morskogo Flota (AV-MF) sovietica e, dalla sua dissoluzione, dalla successiva AV-MF russa, dove è attualmente operativo assieme all'indiana Naval Air Arm della Bhāratīya Nāu Senā.

## Storia del progetto
Nella seconda metà degli anni cinquanta, la Marina degli Stati Uniti sviluppò il primo sistema di missile balistico nucleare basato su sottomarini (SLBM): l'UGM-27 Polaris. La minaccia per l'Unione Sovietica rappresentata da questo sistema d'arma portò al varo di programmi di riarmo e di sviluppo di sistemi più moderni per la lotta antisommergibili (ASW). Il 18 giugno 1960 venne emessa la direttiva per lo sviluppo di un aereo antisom a lungo raggio da denominare Izdelie 8. La Ilyushin utilizzò due Il-18 e su uno effettuò sperimentazioni per un impianto carburante modificato, sull'altro avviò le prove di integrazione con un radar e sistemi avionici.
L'Ilyushin Il-18 era un aereo di linea che rivestì un ruolo significativo nello sviluppo dei servizi aerei in URSS negli anni sessanta e fu adattato ad una vasta serie di ruoli militari che variavano dal trasporto al posto comando mobile, all'aereo per ELINT. La versione ASW/pattugliatore marittimo venne denominata Il-38 May. Ad un anno dall'avvio del programma e con un anno di anticipo sul previsto, il 28 settembre 1961 il prototipo effettuò il primo volo, seguito dai collaudi di accettazione nel corso del 1965 che portarono all'entrata in servizio del velivolo il 17 gennaio 1969.
I dettagli tecnici erano poco noti, ma la struttura si notò era stata allungata di 4 m rispetto all'Il-18 e le ali erano state spostate più in avanti. La coda ospitava un MAD, rilevatore di anomalie magnetiche, mentre sotto la parte anteriore della fusoliera venne installato un radar di ricerca (nome in codice NATO "Wet Eye") con l'antenna ospitata da un radome a cupola. Furono realizzate due baie interne per l'armamento, una davanti e una dietro le ali.. L'aumento della gittata dei missili SLBM, portò ad una riclassificazione dell'Il-38 che venne considerato di "medio raggio" e fu necessario sviluppare il Tupolev Tu-142 per pattugliamenti a distanza maggiore.
Nel periodo tra il 1967 e il 1972 sulla base del prototipo vennero prodotti 57 esemplari per la Aviacija Voenno-Morskogo Flota, l'aviazione navale sovietica, l'ultimo dei quali venne accettato il 22 febbraio 1972.

## Impiego operativo

### Marina Militare Indiana
Nel 1975 3 Il-38 della Marina Russa modificati e aggiornati furono consegnati all'India e divennero operativi il 1º ottobre 1977. Seguirono altri due velivoli nel 1983 portando la consistenza della flotta a 5.
Nel 2001 la Marina Militare Indiana avviò un programma di ammodernamento per prolungare la vita operativa di altri 15 anni. Il primo aeroplano è stato inviato in Russia per lavori nel 2002 ed è stato riconsegnato agli Indiani nel gennaio 2006. Durante l'ammodernamento, viene installata la suite avionica "Sea Dragon" e gli aerei modificati vengono nominati Il-38 SD. Nella prima versione indiana, il velivolo era armato con il missile antinave BAe Sea Eagle. Nel programma di aggiornamento è inclusa l'adozione del missile da crociera aviolanciato Indo-Russo BrahMos e del missile aria-aria Vympel R-73RDM2.
Il 1º ottobre 2002, due aerei indiani si sono urtati ala contro ala durante le celebrazioni per il venticinquennale del gruppo di volo. Gli aerei sono precipitati uccidendo i 6 membri di equipaggio dei due aerei per un totale di 12 vittime. I Russi hanno annunciato che rimpiazzeranno i velivoli persi dagli Indiani, donando nel 2008 due velivoli dismessi dalla propria Marina.

### Aviacija Voenno-Morskogo Flota
Nel marzo 2014 è stato annunciato l'aggiornamento di 28 aerei Ilyushin Il-38 in servizio alla Marina Militare della Federazione Russa alla versione Ilyushin Il-38N entro il 2020.
Il 30 giugno 2015 sono stati consegnati alla Marina Militare della Federazione Russa i primi 5 Ilyushin Il-38N completamente modernizzati.

## Utilizzatori
India
- Naval Air Arm

5 Il-38SD ricevuti tra il 1977 ed il 1983. Due ulteriori esemplari ex Aviazione di Marina russa ricevuti, rispettivamente nel dicembre 2009 e nel febbraio 2010, per rimpiazzare due esemplari persi in una collisione nell'ottobre 2002. Gli esemplari superstiti sono stati radiati entro il 26 gennaio 2023.
 Russia
- Aviacija Voenno-Morskogo Flota

Due esemplari ceduti all'Indian Naval Air Arm, rispettivamente nel dicembre 2009 e nel febbraio 2010, per rimpiazzare due esemplari persi.
 Unione Sovietica
- Aviacija Voenno-Morskogo Flota